# تابوت محطة تشيرنوبل النووية
كان تابوت محطة تشيرنوبيل النووية أو «هيكل المأوى» (بالإنجليزية: Chernobyl Nuclear Power Plant Sarcophagus) (بالأوكرانية: Объект Укрытие) عبارة عن هيكل ضخم من الصلب والخرسانة يغطي بناء الوحدة رقم 4 في محطة تشيرنوبيل للطاقة النووية. وقد تم تصميمه للحد من التلوث الإشعاعي للبيئة بعد كارثة تشيرنوبيل عام 1986 عبر تغليف المنطقة الأكثر خطورة وحمايتها من التعرض للمناخ. كان يقع داخل منطقة محظورة كبيرة تعرف باسم منطقة تشيرنوبيل المحظورة.
حبس في المفاعل 200 طن من اللافا المشعة مثل الكوريوم و 30 طن من الغبار شديد التلوث و 16 طنًا من اليورانيوم والبلوتونيوم. بحلول عام 1996، تدهور الهيكل إلى درجة أنه كان من المستحيل إصلاحه. قُدرت مستويات الإشعاع بما يصل إلى 10,000 رونتجنز في الساعة (يبلغ إشعاع الخلفية العادي في المدن حوالي 20-50 ميكروغرام في الساعة، والجرعة المميتة هي 500 رونتجنز على مدار 5 ساعات).

## الإنشاء
أُنشئ الهيكل في مايو 1986 بعد 24 يوم من الحادث المأساوي وانتهى العمل به بعد 206 أيام. كانت أول مهمة قبل الإنشاء هي بناء موقع تبريد تحت المفاعل لمنع الوقود النووي الساخن من حرق الفتحة في القاعدة. تم استدعاء عمال مناجم الفحم لحفر قناة تحت المفاعل، وفي 24 يونيو 1986 قام 400 شخص من عمال المناجم بحفر قناة بطول 168 متر. عندما أصبح البناء مليئا بالنشاط الاشعاعي، أصبح من المستحيل الحفر بشكل مباشر تحت المفاعل أو توجيه أي تماس معه لذلك نفذ العمل باستخدام الروبوتات.
تكونت عملية البناء من ثماني مراحل: تظيف وتدعيم المنطقة المحيطة بوحدة المفاعل رقم 4، بناء القاعدة الخرسانيه حول محيط المفاعل، بناء جدران عزل بين الوحدة رقم 3 والوحدة رقم 4، تغطية فتحة التوربينات، بناء جدران مرتفعة مدعمة، تركيب دعامات وغطاء لحجرة المفاعل، وأخيراً تركيب نظام تهوية.
استخدم أكثر من 400 الف متر مربع من الخرسانة و 7,300 طن من الحديد في إنشاء غطاء المفاعل، وأحيط ب 74,0000 متر مكعب من الحطام شديد التلوث بالداخل مترافقا مع تربة ملوثة. في 11 أكتوبر 1986 تلقت اللجنة الحكومية السوفيتية تقريرا بعنوان "الاستنتاج بشأن موثوقية ومتانة منشآت التغطية والسلامة الإشعاعية لمقصورة المفاعل 4 من وحدة تشيرنوبيل NPP. كان للتابوت أكثر من 60 فتحة تسمح بمراقبة الموقع الداخلي، في العديد من المواقع  تم تصميم الهيكل بحيث يحتوي على أعمدة تهوية تسمح بالحمل الحراري من الداخل. وضعت أنظمة تنقية بالداخل بحيث يُمنع أي نشاط اشعاعي من التسرب من خلال الفتحات الموجودة.

## مساوئ التصميم الحالي
تم بناء الملجأ الحالي على أنقاض مبنى المفاعل. تتكئان «أعمدة الماموت» اللتان تدعمان سطح الملجأ جزئيًا على الجدار الغربي الغير معزز هيكليًا لمبنى المفاعل الذي تضرر من الحادث. الطرف الغربي من سقف الملجأ مدعوم بجدار عند النقطة 50، هذا الجدار خرساني مقوى وتصدع بسبب الحادث.

### تصميم هيكل التثبيت الفولاذي
ال"DSSS" جسم فولاذي اصفر اللون يقع خلف المفاعل الصلب بطول 63 متر (207 قدم) وله سلسله من الكابولات التي تمتد عبر جدار الدعامة الغربي وتهدف إلى تثبيت التابوت. تم بنائه خشيه انهيار جدار المفاعل أو سقف الهيكل وحينها فأن كميه كبيرة من الغبار والمواد الإشعاعية ستتسرب مباشرة إلى الجو مما قد يؤدي إلى حدوث تسرب جديد للإشعاع في الجو. في ديسمبر 2006 تم تمديد نطاق "DSSS" (الهيكل الفولاذي المُثبِت) حتى نقل 50% من سطح الحِمل (حوالي 400 طن) من النقطة 50 إلى الDSSS.

### الدرع البيولوجي العلوي
هناك تهديد آخر للمخبأ وهو البلاطة الخرسانية التي شكلت الدرع البيولوجي العلوي (UBS)، الموجود فوق المفاعل قبل الحادث. سحبت البلاطة الخرسانية لأعلى بفعل الانفجار وبقيت الآن عند درجة 15 افقيا. اما موقع الهيكل العلوي يعتبر غير آمن حيث ان الغبار يمكن ان ينتشر داخل داخل المفاعل وكذلك كمية من الاشعاعات النووية والمواد المشعه يمكن ان تتسرب إلى الخارج. يمكن لبعض الغبار في الهيكل ان يتسرب وايضا بعض الاشعاعات النووية، ويمكن أن اتدمر المخبأ نفسه. نظام UBS هو قاعدة بقطر 15 مترا وبوزن 1,000 طن وتتكون من 2,000 مكعب ويقع كل واحد منهم فوق قناة وقود. سمي الدرع الذي كان يدعي «أنف الخنزير» قبل الكارثة «المكون ياء» أو اختصارًا «إيلينا»، وأطلق على حزم الوقود اسم «شعر ايلينا».

## الاستبدال
أعلن علماء السوفيت في 22 ديسمبر 1988 أن مدة صلاحية التابوت بين 20 - 30 سنه وبعدها سيتطلب صيانه تجديدية. وفي سنة 1998 وبمساعدة من البنك الأوروبي لإعادة البناء والتنمية انشئ برنامج لحماية سقف المفاعل من الدمار، ومع ذلك فمازال التآكل بفعل الأمطار يهدد الدعامات حتي هذا اليوم. اكتُشِف أن المياة تتسرب عبر الفتحات الموجودة في سطح التابوت المفاعل وتتلوث بالإشعاع، ثم تمتصها التربة من خلال أرضية المفاعل. تم نقل الحاجز الآمن الجديد في نوفمبر 2016 إلي موقع التركيب، مما أسهل من تفكيك التابوت وإزاله المواد الإشعاعية. كان متوقع ان يتم استبدال التابوت بالحاجز في 2015، ومع ذلك فتسببت التأجيلات ونقص في التمويل بقدر €100 مليون يورو بتأخير الاستبدال لعام، وتنفيذ عملية الاستبدال في نوفمبر 2016.